# حرج

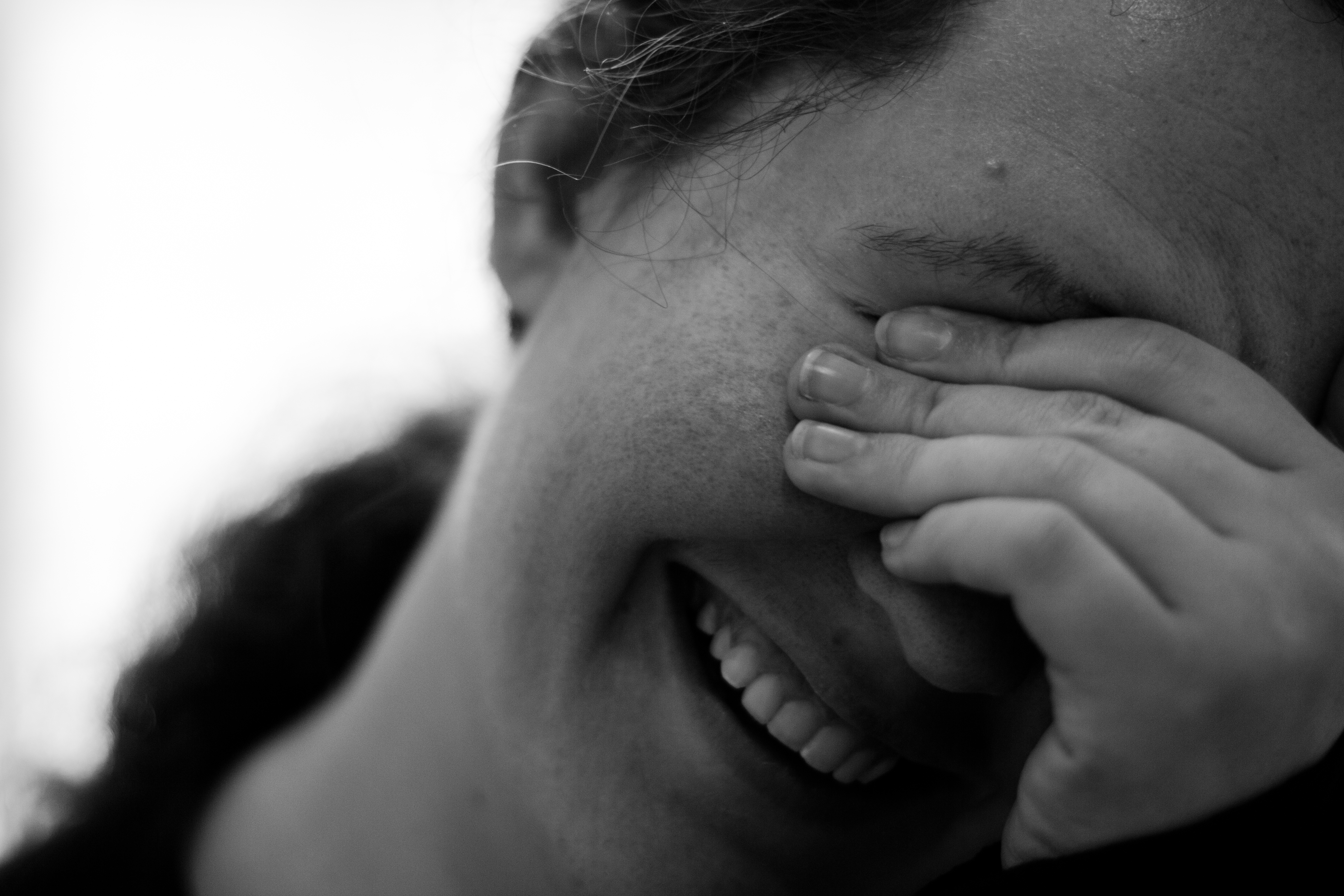
مظاهر الحرج على معالم امرأة.

الحرج هو شعور عاطفي ينتج عن الانزعاج الشديد للإنسان مع نفسه، وذلك بسبب إيجاد فعل غير مقبول اجتماعيا أو غير مرغوب بكشفه من قبل الآخرين. وعادة ما يتعلق الحرج بأمور مرتبطة بالشرف أو الكرامة بأنواع مختلفة، قد يكون منها ما يمكن أن يُعبر عنه بالخزي الذي قد يخبر به من حوله ويلحظه فلا يقتصر على الشخص نفسه. وقد ينجم الحرج أيضا إثر إتيان فعل يحمل دلالة أخلاقية غير مقبولة اجتماعيا، ولكنه ليس خطأ.

## العوامل
الإحراج أو الارتباك قد ينجم عن فعل شخصي أي أن المؤدي للحرج هو الانتباه لقضايا شخصية من غير المحبذ الانتباه لها، مثل عيوب معينة في الشخص أو انكشاف كذبه، أو خسارة في منافسة، أو إفراز جسدي في الأماكن العامة، أو رؤية شخص آخر يرتدي ملابس مُربكة، أو غير ذلك.
أفعال الآخرين قد تؤدي أيضاً للشعور بالحرج والارتباك أحيانا وليس فقط أفعال الشخص ذاته.

## تعابير الوجه ولغة الجسد
تتمثل تعابير الوجه المرتبطة بهذا الشعور بابتسامة خاصة مختلفة عن الابتسام عند الشعور بالسرور حيث أن عضلة واحدة تشارك في عملية الابتسام فترتفع زاوية الفم نحو الأعلى وباقي أجزاء الفم تميل للأسفل بتجمد. لغة الجسد تتمثل بلمس الملابس بتوتر، إخفاء اليديين، النظر للأسفل، وإنزال الرأس والأكتاف.

### تأثيرات فيزيولوجية
جفاف الفم، تعرق، إحمرار الوجه، توتر العضلات، ارتجاف غير طوعي.

### سلوكيات
تكسر الصوت، التكلم بصوت منخفض أو مرتفع بتطرف، تأتأة، عدم ترابط الافكار، صعوبات لغوية، عصبية، تجنب الاتصال بالعين، أحياناَ يلجأ الشخص المرتبك أو المُحرَج لإخفاء ذلك عن طريق الابتسام أو القهقهة العصبية ومن الممكن أن يشعر بالعصبية، إذ يتعلق هذا بمدى تقييمه للوضعية التي يمر بها ومدى تأثره بالعامل المسبب وتقديره للعواقب أو كبر الكارثة. كلما كان الفرد يشعر بأنه في موقف مربك ومحرج لدرجات صعب أن يتخطاها كلما ازداد شعوره بالخوف والقلق أيضاً إذ أنه يفكر في كيفية التخلص والخروج من الوضعية التي يتواجد بها.
عندما يخالف الفرد قاعدة اجتماعية ما فهو بذلك يثير آراء وأفكار تتعلق بالموقف لدى الآخرين ويخلق نقاشات تخص ما هو متعارف عليه ومقبول وما هو غير ذلك وكنتيجة لهذا يؤدي لغضب وتقدير سلبي من قبل الآخرين.
إبداء مشاعر الارتباك والإحراج بعد خرق أو مخالفة قاعدة متعارف عليها تتخذ مكان الاعتذار والأسف غير المباشر من البيئة المحيطة. هنالك ادعاء يدعم بأن المجتمع والبيئة المحيطة تنتظر من الفرد الذي قام بمخالفة اجتماعية الشعور بالإحراج والارتباك لكي تتم مسامحته.
يدعي «سيمين ومانستد» (Semin and Manstead) أن للإحراج والارتباك وظيفة تربوية واجتماعية. الأفراد ذووا الميول القليلة للشعور بالحرج والارتباك تتواجد لديهم تصرفات غير اجتماعية، مثال على ذلك: في بحث أُجري على أولاد بسن المراهقة لوحظ أن الأولاد الذين شعروا بالإحراج كانوا ذوي ميول أكثر لتصرفات معادية للآخرين أو مخالفة للقانون.
يُمكن ان الإحراج يكون مهني أو رسمي، أي انه يُمكن أن يتعلق بأمور مهنية في أماكن العمل أو إحراج في المكاتب الحكومية أو الدوائر العامة. هذا النوع من الحرج أو الارتباك من الممكن أن يزداد في الحالات المتعلقة بمبالغ كبيرة من المال والمواد الخام أو فقدان الحياة. مثال على ذلك: سياسة أو إدارة حكومة فاشلة، اكتشاف فساد أو تصرفات غير قانونية في مكاتب حكومية.
لا تنتهي جميع الإخفاقات السياسية بالإحراج المهني، فعلى سبيل المثال: الفشل في منافسة سياسية قد يؤدي إلى إحراج شخصي خفيف ليس أكثر.

## أنواع الحرج أو الارتباك في علم النفس الاجتماعي
بحسب «شاركد وستافورد» (Sharked and Stafford)، هنالك 6 أنواع من الحرج:
1. إختراق أو مس الخصوصية. على سبيل المثال: الشعور بالإحراج بسبب الكشف عن جزء من الجسد بدون قصد.
2. الجهل أو عدم المعرفة. على سبيل المثال: النسيان أو الفشل في إنجاز مهمة صعبة نسبياً.
3. الإنتقاد والرفض.
4. تصرفات محرجة. على سبيل المثال: محادثة غير لائقة، عدم التحكم بالمشاعر والتصرفات.
5. مظهر غير لائق.
6. البيئة المحيطة، مثل: استخدام الاجهزة التكنولوجية المتطورة بالمقارنة مع القديمة، المظهر الخارجي المحاكي للموضة.

بحسب «كوباخ وماتس» (Cupach and Metts) بالتطرق للسلوكيات الموجهة وغير الموجهة، اللائقة وغير اللائقة، هنالك أربعة أنواع أساسية من أوضاع حرجة أو مربكة:
1. تصرفات اجتماعية محرجة.
2. حوادث.
3. أخطاء.
4. إخفاق بإتمام واجبات.

بالاستناد إلى ما سبق، فإن «كوباخ وماتس» يصنفان حالات الحرج أو الارتباك بوضعين أساسيين:
1. عند القيام بعمل غير لائق أو دون مستوى التوقعات.
2. عند وضع شخص في مركز اهتمام الاخرين (عن طريق مدح، انتقاد، تصحيح، ذم).

## الحرج فيالاقتصاد
«الحرج» في الاقتصاد (بالإنجليزية: Embarrassment) يعني أن شخصا ما «مُحرجاً» أي أنه يشكو من نقص في المال، وأنه يمر في أزمة مالية.

## مواضيع متعلقة
- الصّمت المحرج.
- كوميديا الإحراج
- إحراج غير مباشر